# Juan Almeida Bosque
Juan Almeida Bosque (ur. 17 lutego 1927 w Hawanie, zm. 11 września 2009 tamże) – kubański polityk i jeden z dowódców rewolucji kubańskiej.

## Życiorys
Z pochodzenia Kubańczyk o Afrykańskich korzeniach. Przed włączeniem się w działalność rewolucyjną pracował jako robotnik na budowie. W 1953 roku wziął udział w nieudanym ataku oddziału Fidela Castro na koszary wojska w Santiago de Cuba. W jego następstwie skazany na wyrok więzienia. Zwolniony w wyniku rządowej amnestii. W 1956 roku udał się do Meksyku gdzie zaangażował się w działania Ruchu 26 Lipca. Przedostał się na wyspę na pokładzie jachtu Granma wraz z grupą dysydentów, która rozpoczęła rewolucję przeciwko dyktatorskim rządom Fulgencio Batisty. W Armii Powstańczej sprawował dowódcze obowiązki. W porewolucyjnej Kubie został wybrany do Komitetu Centralnego Komunistycznej Partii Kuby. Pełnił ponadto funkcję wiceprzewodniczącego Rady Państwa i posiadał szereg ważnych stanowisk wojskowych. W 1998 roku Fidel Castro przyznał mu odznaczenia Bohatera Republiki Kuby. Z polityki wycofał się w 2003 roku z przyczyn zdrowotnych.